# 34번가의 기적 (1973년 영화)
《34번가의 기적》(Miracle On 34th Street)은 미국에서 제작된 필더 쿡 감독의 1973년 가족, 드라마, 판타지 영화이다. 제인 알렉산더 등이 주연으로 출연하였고 노먼 로즈몽 등이 제작에 참여하였다.

## 출연

### 주연
- 제인 알렉산더
- 데이비드 하트먼
- 세바스찬 캐보트

### 조연
- 짐 바쿠
- 톰 보슬리
- 데이비드 도일
- 제임스 그레고리
- 리암 던
- 콘래드 제니스
- 엘렌 웨스톤
- 로디 맥도웰

## 기타
- 원작자: 조지 시튼

## 같이 보기
- 34번가의 기적 (1947년)
- 34번가의 기적 (1994년)